# Alfons Van Katwijk
Alfons van Katwijk (* Oploo Brabante Septentrional, 1 de diciembre de 1951). Es un ciclista holandés, actualmente retirado, que desarrolló su carrera profesional entre 1976 y 1987, y cuyos mayores éxitos deportivos los logró en la Vuelta a España, donde conseguiría 2 victorias de etapa en la edición de 1978.

## Palmarés
| 1976 - 2 etapas en el Tour de Olympia 1977 - Vuelta a Aragón | 1978 - 2 etapas en la Vuelta a España 1983 - 1 etapa en la Vuelta a los Países Bajos |

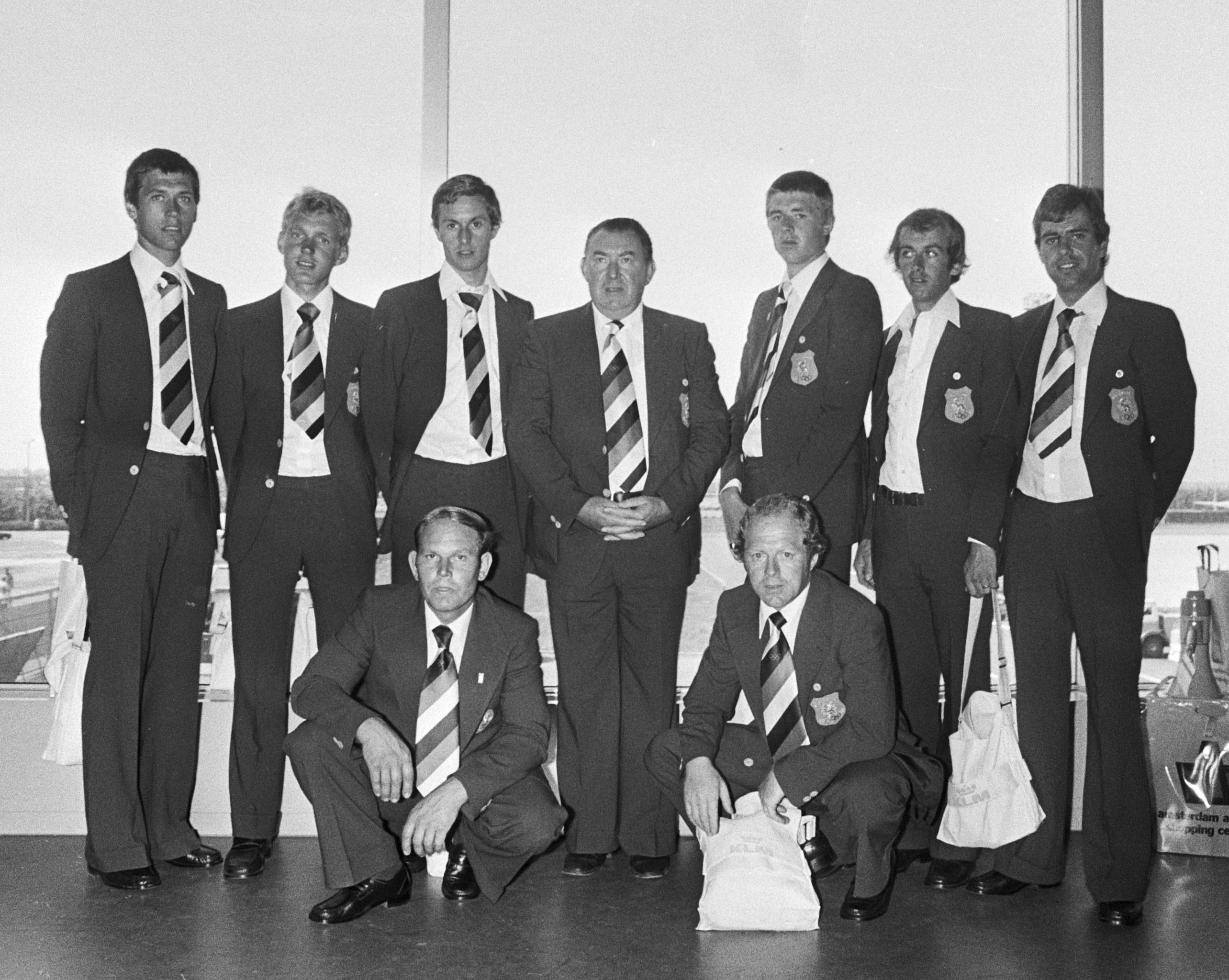
Equipo Ciclista Olímpico Holandés de 1976